# Roc-A-Fella Records
Roc-A-Fella Records (укр. «Рок-А-Фела рекордз») - американський лейбл звукозапису, заснований у 1994 році репером Jay-Z, Деймоном «Dame» Дешем, Карімом «Biggs» Берком, і є підлейблом Universal Music Group.

## Історія

### Заснування і перші релізи: 1994-1999
В 1994 році, Jay-Z і його партнери Damon Dash і Biggs Burke змушені були заснувати власний лейбл для того, щоби випускати музику Jay-Z, оскільки ніхто не хотів підписувати з ним контракт. У червні 1996 вони випустили дубютний альбом Джей-Зі Reasonable Doubt. Їхній менеджер забезпечив дистриб'юцію від Priority Records; хоча Reasonable Doubt не мав великого успіху, і отримав багато критики, але це не завадило йому стати класикою хіп-хопу. Джей-Зі підписав на лейбл Sauce Money, Memphis Bleek, колишнього наставника Jaz-O, групу Da Ranjahz, і продюсерів DJ Ski, DJ Clark Kent та інших.
У червні 1997 року Roc-A-Fella погодився на 50/50 партнерство та дистриб'юторську угоду з Def Jam Recordings. У листопаді 1997 року вийшов другий альбом Джей-Зі — In My Lifetime, Vol. 1. 1998 року вийшов Streets Is Watching Soundtrack, Memphis Bleek випустив Coming of Age, а Джей-Зі повернувся зі своїм третім альбомом Vol. 2... Hard Knock Life, який став платиновим. Цим часом Sauce Money підписався на Priority випустив альбом; Jaz-O поміняв багато лейблів; і Da Ranjahz пішли на лейбл, який відкрили Ski і Clark Kent. На їхні місця прийшли нові учасники, серед яких Amil і Beanie Sigel. А у 1999 році, розпочався біф Джей-Зі іншим репером із Нью Йорка, Nas, яка тривала до 2005 року. У кінці року Jay-Z випустив свій четвертий альбом Vol. 3... Life and Times of S. Carter.

### 2000—2004
У 2000 році Мемфіс Блік випустив другий альбом The Understanding, на якому дебютував новий продюсер Roc-A-Fella — Just Blaze. Після The Understanding виходить п'ятий альбом Jay-Z The Dynasty: Roc La Familia, який спочатку мав бути компіляцією артистів лейбла. Спродюсували альбом Just Blaze, Bink, Kanye West, Rick Rock і The Neptunes. Пізніше Beanie Sigel випустив свій перший альбом The Truth.
Джай-Зі випускає свій шостий альбом The Blueprint у вересні 2001, а Beanie Sigel випускає свій другий студійний альбом The Reason того ж року. На обидвох біти написали Bink, Just Blaze, і Kanye West, і вони вплинули на загальне «рокафелівське» звучання. Beanie Sigel і Freeway заснували групу State Property, куди входили найкращі репери Філадельфії. Cam'ron також отримує платину зі своїм альбомом Come Home with Me 2002 року, та засновує гурт The Diplomats і лейбл Diplomat Records.
Від 2002 по 2003, Dame Dash підписав декілька артистів у відповідь на то що Джей-Зі говорив що піде у відставку після альбому 2002 року The Blueprint 2: The Gift & The Curse. Він підписав: M.O.P. і Ol' Dirty Bastard, і спробував підписати контракт з Twista і Joe Budden. Чутки незгоди серед артистів почали породжувати, оскільки джерела говорили що Джей-Зі посварився з Dame чи Biggs, і Cam'ron'у обіцяли місце Деймона Деша. Все призвело до розколу Roc-A-Fella Records.
Тим часом Beanie Sigel сідає в тюрму. Cam'ron і The Diplomats випускають Diplomatic Immunity, State Property записує The Chain Gang Vol. 2, Freeway випускає свій перший альбом Philadelphia Freeway, а Memphis Bleek M.A.D.E.. Але найголовніший альбом, що вийшов на лейблі у 2003, це альбом Jay-Z Black Album, тому що він казав що це його останній альбом в кар'єрі, що після цього альбому він піде з репу.

### 2004—2007: Відродження
У 2004 році виходить мегауспішний дебютний альбом Каньє Веста The College Dropout. Поки Jay-Z повернув контроль над Roc-A-Fella, він також став президентом Def Jam. Другий альбом Каньє, Late Registration виходить у 2005 році. Також альбоми випутили: Young Gunz Brothers From Another, і Memphis Bleek 534. Протягом цього часу Foxy Brown була підписана на лейбл. Коли Beanie Sigel вийшов із в'язниці, він був в роздумах чи повернутися на Roc-A-Fella Records. 2006 року тільки Джей-Зі випустив альбом Kingdom Come на Roc-A-Fella. У 2006 на лейбл підписали Uncle Murda і Tru Life.
У 2007 році вийшли: The Solution Beanie Sigel, Graduation Kanye West, American Gangster Jay-Z і  Free At Last Freeway. Jadakiss також підписав контракт з лейблом, де випустив свій альбом The Last Kiss у 2009 році. Протягом того року Jay-Z уклав угоду на 150 мільйонів доларів з Live Nation, яка включала концерти, підтримку та записи, а також платформу для запуску свого лейбла Roc Nation. Uncle Murda залишив лейбл через півтора роки без випуску, посилаючись на відсутність інтересу керівників після того, як Jay-Z покинув Def Jam.
3 травня 2010 року Деймон Деш перезапустив Roc-A-Fella після майже року бездіяльності. 8 серпня 2011 року Джей Зі та Каньє Вест випустили спільний альбом під назвою Watch the Throne, пізніше стало відомо, що Jay-Z був частиною короткого перезапущеного Roc-A-Fella, оскільки альбом вийшов на Roc-A-Fella, Roc Nation і Def Jam. 16 червня 2013 року Jay-Z оголосив у твіттері: «VII IV XIII Roc A Fella/Roc Nation», натякаючи на можливий перезапуск і відродження Roc-A-Fella та можливе злиття з Roc Nation. Однак це означало, що Roc-A-Fella був перезапущений лише з метою випуску його нового альбому Magna Carta Holy Grail.

## Колишні артисти
- Amil
- Beanie Sigel
- Beyonce
- Cam'ron
- Diamonds In Da Ruff
- The Diplomats
- DJ Clue
- Foxy Brown
- Freeway
- Grafh
- Jadakiss
- Jay-Z
- Jaz-O
- Jim Jones
- Joe Budden
- Juelz Santana
- Just Blaze
- J. Cole
- Kanye West
- Mecca
- Memphis Bleek
- M.O.P.
- Nicole Wray
- N.O.R.E.
- Ol' Dirty Bastard
- Peedi Crakk
- Rell
- Tru Life
- Uncle Murda
- Young Chris
- Young Gunz

## Альбоми лейбла

### 1996
- Jay-Z — Reasonable Doubt

### 1997
- Jay-Z — In My Lifetime, Vol. 1

### 1998
- Streets Is Watching
- Jay-Z — Vol. 2... Hard Knock Life
- DJ Clue — The Professional

### 1999
- Memphis Bleek — Coming of Age
- Jay-Z — Vol. 3... Life and Times of S. Carter

### 2000
- Beanie Sigel — The Truth
- DJ Clue — DJ Clue Presents: Backstage: A Hard Knock Life
- Amil — All Money Is Legal
- Jay-Z — The Dynasty: Roc La Familia
- Memphis Bleek — The Understanding

### 2001
- DJ Clue — The Professional, Pt. 2
- Beanie Sigel — The Reason
- Jay-Z — The Blueprint
- Jay-Z — Jay-Z: Unplugged

### 2002
- State Property — State Property
- R. Kelly & Jay-Z — The Best of Both Worlds
- Cam'ron — Come Home with Me
- Jay-Z — The Blueprint 2: The Gift & The Curse
- Paid In Full Soundtrack

### 2003
- Freeway — Philadelphia Freeway
- The Diplomats — Diplomatic Immunity
- Juelz Santana — From Me to U
- Jay-Z — The Blueprint 2.1
- State Property — The Chain Gang, Vol. 2
- Jay-Z — The Black Album
- Memphis Bleek — M.A.D.E.
- The Roc Files, Vol. 1

### 2004
- Kanye West — The College Dropout
- Young Gunz — Tough Luv
- R. Kelly & Jay-Z — Unfinished Business
- Jay-Z & Linkin Park — Collision Course
- Cam'ron — Purple Haze

### 2005
- Memphis Bleek — 534
- Young Gunz — Brothers From Another
- Teairra Mari — Roc-A-Fella Presents: Teairra Mari
- Kanye West — Late Registration

### 2006
- Hector Bambino «El Father» — Los Rompe Discotekas
- N.O.R.E. — N.O.R.E. y la Familia…Ya Tú Sabe
- Jay-Z — Kingdom Come
- DJ Clue — The Professional, Pt. 3

### 2007
- Kanye West — Graduation
- Jay-Z — American Gangster
- Freeway — Free at Last
- Beanie Sigel — The Solution

### 2008
- Kanye West — 808s & Heartbreak

### 2009
- Jadakiss — The Last Kiss
- Jay-Z — The Blueprint Collectors Edition

### 2010
- Kanye West — My Beautiful Dark Twisted Fantasy

### 2011
- Jay-Z & Kanye West — Watch the Throne

### 2013
- Kanye West — Yeezus
- Jay-Z — Magna Carta Holy Grail